# 도서에 관한 대한민국 정부와 일본국 정부 간의 협정
도서에 관한 대한민국 정부와 일본국 정부 간의 협정은 2010년 11월 14일 일본 요코하마에서 열린 APEC 정상회의에서 대한민국과 일본 사이에 맺어진 도서 인도 조약이다. 이 조약은 일제강점기 시절 조선총독부와 이토 히로부미가 반출했던 한국 도서 150종 1,205책에 대해 간 나오토 담화에 따라 정부 차원에서 인도하기로 약속한 것이다. 일본 정부 측의 공식적인 명칭은 도서에 관한 일본국 정부와 대한민국 정부 간의 협정(일본어: 図書に関する日本国政府と大韓民国政府との間の協定)이며, 약칭으로 한일도서협정(韓日圖書協定)이라 부르기도 한다.

## 영향

### 정부
- 문화재청에서는 2011년 5월 중으로 '국외문화재 환수팀'을 신설하고, '국외문화재 환수재단' 설립도 검토하기로 했다.[4]

### 민간
- 2011년 4월 29일, 고종의 황사손인 이원은 서울신문과의 인터뷰에서 애초 3월 중순에 도쿄국립박물관장을 만나려던 계획을 지진으로 하지 못했던 일화를 설명하며, 이르면 6월에 고종의 유품을 돌려받기 위한 소송을 제기하겠다고 밝혔다.[5]

## 도서 목록
이 협정으로 대한민국이 인도받게 된 도서와 당시 이를 반출한 주체는 다음과 같다.
- 조선왕실의궤
80종 163권 - 1922년 5월 조선총독부가 궁내청에 기증
1종 4권 - 궁내청 구입
- 증보문헌비고 2종 99권 - 조선총독부 기증
- 대전회통 1종 1권 - 조선총독부 기증
- 그 외 66종 938권 - 이토 히로부미가 한일 관계상 조사 자료로 쓸 목적으로 반출

## 같이 보기
- 한일기본조약
- 간 나오토 담화
- 조선총독부
- 이토 히로부미
- 조선왕조의궤
- 쓰시마 불상 도난 사건